# 송애당
송애당(松崖堂)은 대전광역시 대덕구에 있는 조선시대의 한옥 건물이다. 1989년 3월 18일 대전광역시의 유형문화재 제8호로 지정되었다.

## 개요
조선 인조(재위 1623∼1649) 때 김경여(1597∼1653)가 지은 별당건물로, 고종 26년(1889)에 다시 지었다. 그의 호를 따서 송애당이라 이름지었다. ‘송애(松崖)’는 눈서리를 맞아도 변치 않는 소나무의 곧은 절개와 높이 우뚝 선 절벽의 굳센 기상을 간직하겠다는 뜻으로, 김경여의 높은 기개와 충성심을 잘 표현하고 있다.
앞면 3칸·옆면 2칸의 규모이며, 지붕은 옆면이 여덟 팔(八)자 모양을 한 팔작지붕이다. 구조는 왼쪽 2칸은 대청마루이고 오른쪽 1칸은 온돌방으로 꾸몄다.

## 사진

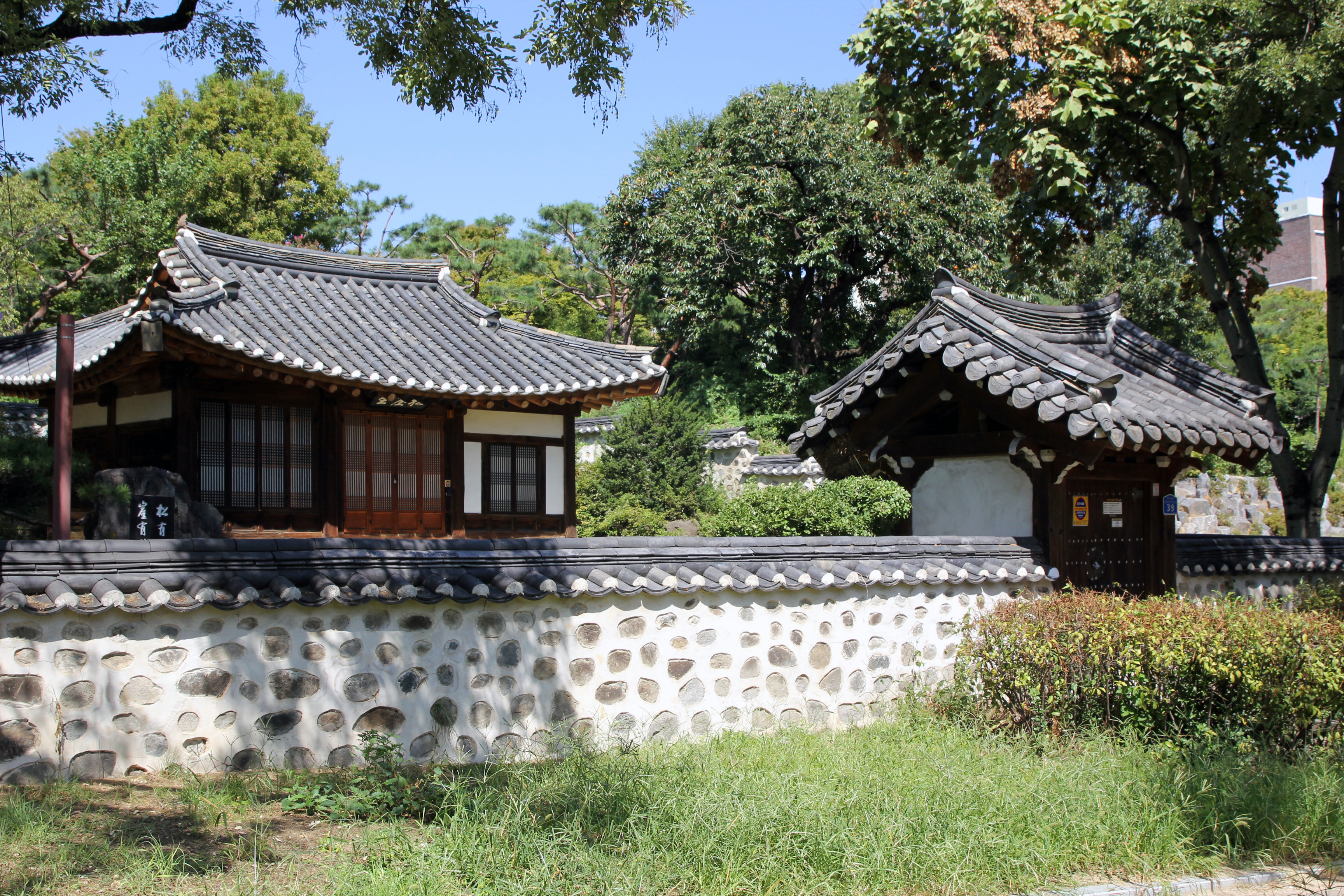

## 참고 자료
- 송애당 - 국가유산청 국가유산포털